# Верхний Кумор
Верхний Кумор — деревня в Среднекуморском сельском поселении Кукморского муниципального района Республики Татарстан.

## География
Верхний Кумор расположен на р. Кумор (левый приток р. Ошторма), в 12 км к западу от г. Кукмор.

## История
Основана в конце XVI в. В прошлом также имел хождение вариант названием Верхний Кукмор. В XVIII — 1-й половине XIX вв. жители относились к категории государственных крестьян. Занимались земледелием, разведением скота, валяльным и шерстобитным промыслами. В 1875 году в деревне открылась школа Братства св. Гурия, в 1912 году преобразованная в земскую школу. В начале XX в. в деревне функционировали крупообдирка, 2 мелочные лавки. В этот период земельный надел сельской общины составлял 1022,6 дес.
До 1920 г. деревня входила в Старо-Юмьинскую волость Мамадышского уезда Казанской губернии. С 1920 года в составе Мамадышского кантона Татарской АССР. С 10.08.1930 г. в Кукморском, с 01.02.1963 г. в Сабинском, с 12.01.1965 г. в Кукморском районах.

## Население
| 1859 | 1897  | 1908  | 1920  | 1926  | 1938  | 1949  | 1958  | 1970  | 1979  | 1989  | 2000  |
| 446  | ↗ 574 | ↗ 595 | ↘ 560 | ↘ 488 | ↘ 475 | ↘ 422 | ↘ 420 | ↗ 431 | ↗ 460 | ↘ 308 | ↗ 352 |

Национальный состав — удмурты.

## Социальная инфраструктура
Медицинский пункт.Сельский клуб